# ۱۱۹۷ (میلادی)
۱۱۹۷ (میلادی) هزار و صد و نود و هفتمین سال تقویم میلادی است.

## زادگان
- ۲۲ اکتبر – امپراتور جونتوکو، شاعر ژاپنی (د. ۱۲۴۲)

## درگذشتگان
- ۲۹ سپتامبر – هاینریش ششم، نویسنده آلمانی (ز. ۱۱۶۵)